# Jukihiro Mitani
Jukihiro Mitani (japonsky 三谷幸宏, Mitani Jukihiro; * 22. dubna 1966) je bývalý japonský rychlobruslař.
V roce 1983 se jedinkrát zúčastnil juniorského světového šampionátu. O dva roky později debutoval na seniorském Mistrovství světa ve sprintu, ve Světovém poháru startoval od podzimu 1986. Na sprinterském MS 1987 vybojoval bronzovou medaili. Zúčastnil se Zimních olympijských her 1988 (1000 m – 23. místo). Sportovní kariéru ukončil po sezóně 1988/1989.